# Janusz Morawski
Janusz Maria Morawski (ur. 6 października 1930, zm. 16 lutego 2025) – polski badacz specjalizujący się automatyce i psychologii lotniczej oraz biomechanice, profesor nauk technicznych.

## Życiorys
Studiował w Szkole Inżynierskiej im. Wawelberga i Rotwanda, a po jej połączeniu z Politechniką Warszawską, na Wydziale Mechanicznym, Energetyki i Lotnictwa tej ostatniej. Od 1953 roku związany z Instytutem Lotnictwa, gdzie z przerwami pracował do emerytury. W 1965 roku uzyskał stopień doktora, w 1975 roku zaś habilitację. Obydwie rozprawy przygotował we współpracy z profesorem Władysławem Findeisenem. W 1990 roku uzyskał tytuł naukowy profesora. Pracował m.in. nad pociskiem Diament, autopilotem do śmigłowca Sokół, układami nawigacyjnymi i naprowadzania.
Dwukrotnie odchodził przejściowo z Instytutu: w latach 1964–1966 roku do Państwowego Instytutu Hydrologiczno-Meteorologicznego i w latach 1976–1981 do Instytutu Sportu. W latach 1987–1991 pracował też w Akademii Wychowania Fizycznego w Gdańsku, później również w Akademii im. Aleksandra Gieysztora w Pułtusku. W Instytucie Sportu zajmował się biomechaniką, m.in. przygotowując polską ekipę skoczków o tyczce na olimpiadę w Moskwie w 1980 roku. Autor ponad 200 publikacji.

## Ważniejsze publikacje
- Modelowanie procesów lokomocji bipeda przy zastosowaniu zasady sterowania wahadła odwróconego (1974)
- Gospodarka informacją w układzie pilot-samolot (1994)
- Muzyka Newtona i fizyka Bacha? Minitraktat o czasie, ruchu i dynamice w przyrodzie i w muzyce, „Ruch Muzyczny” nr 25/1996
- Wybrane problemy metodologii badań na potrzeby sportu (2001)